# Charles Dwight Sigsbee

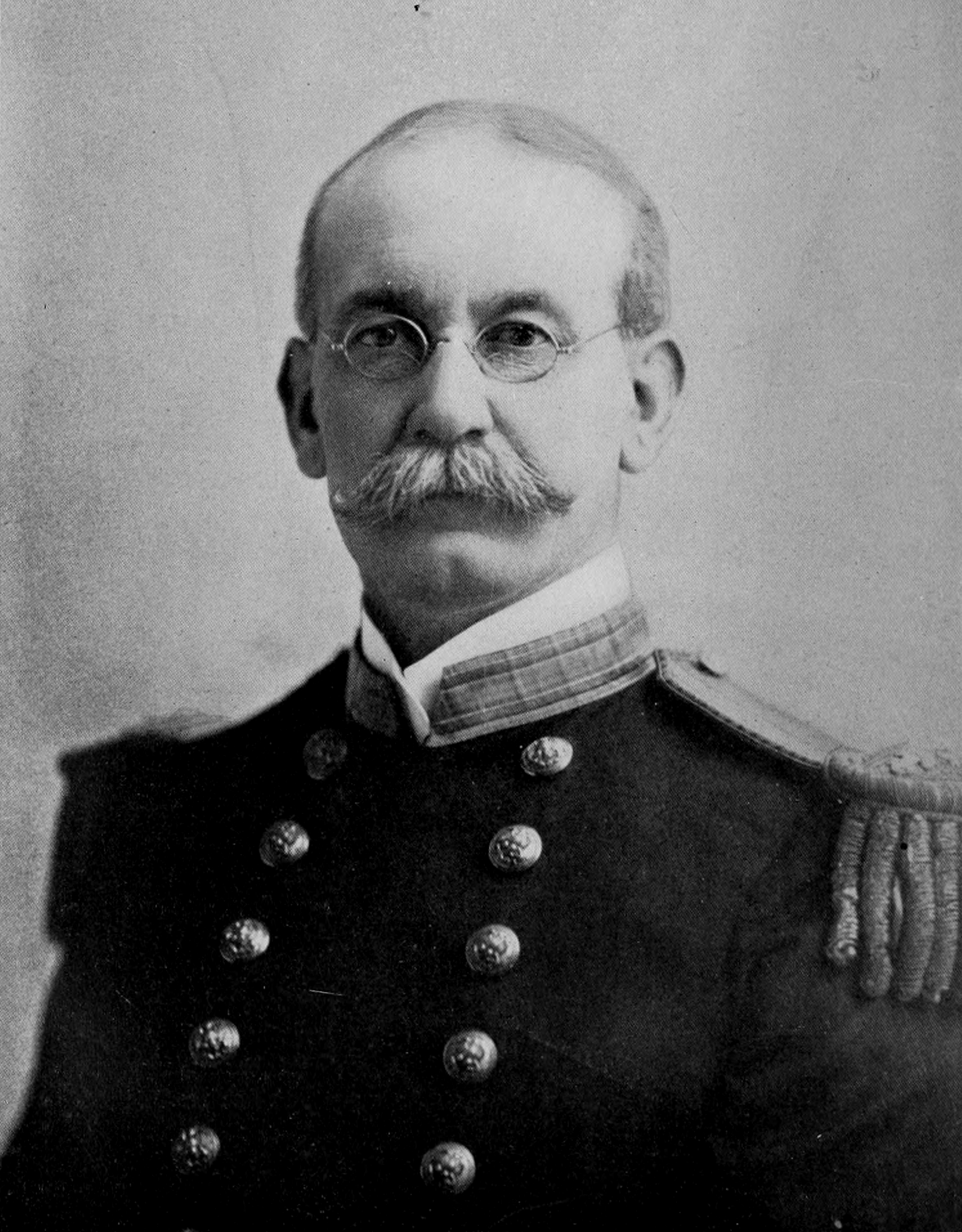
Charles Dwight Sigsbee

Charles Dwight Sigsbee (* 16. Januar 1845 in Albany, New York; † 13. Juli 1923 in New York City) war ein US-amerikanischer Marineoffizier.
Sigsbee wurde bekannt als Kommandant des Schlachtschiffes Maine, das am 15. Februar 1898 im Hafen von Havanna explodierte und sank. Dieser sog. Maine-Zwischenfall war einer der Auslöser des Spanisch-Amerikanischen Krieges. In der amerikanischen Marine ist Sigsbee auch bekannt als Kapitän der USS Brooklyn, des Schiffes, das 1905 die sterblichen Überreste John Paul Jones’ von Frankreich nach Amerika überführte.

## Leben
Nach Abschluss der Marineakademie 1863 diente Sigsbee als Offizier auf verschiedenen Schiffen im Amerikanischen Bürgerkrieg. Im Dienst der North Atlantic Squadron nahm er – unter dem Kommando von Admiral David D. Porter – an der größten Marineunternehmung des Bürgerkrieges teil, dem Angriff auf Fort Fisher, North Carolina, Dezember 1864 und Januar 1865. Durch den Fall des Forts waren Lees Versorgungslinien endgültig vom Meer abgeschnitten, was drei Monate später zur Kapitulation der Südstaaten führen sollte.
In den Jahren nach dem Krieg tat Sigsbee Dienst in verschiedenen Verwendungen im In- und Ausland. Unter anderem war er Lehrer an der Marineakademie und in Zusammenarbeit mit dem Hydrographic Office an der Erforschung und Kartographierung der Meere beteiligt. Er erfand auch einige Geräte zur Tiefenmessung und Abtastung des Meeresbodens (Sigsbee-Lotmaschine). Die tiefste Stelle im Golf von Mexiko, die Sigsbee Deep, ist nach ihm benannt. 
In Anerkennung seiner Verdienste um die maritime Forschung wurde ihm von Wilhelm I. der Rote Adlerorden verliehen.

Die Maine im Hafen von Havanna

Im März 1897 wurde er zum Kapitän befördert und erhielt das Kommando über das Schlachtschiff USS Maine. Die Maine war im September 1895 in Dienst gestellt worden. Mit ihren vier 10-Zoll-Geschützen und einer Geschwindigkeit von 17 Knoten war sie ursprünglich als Panzerkreuzer klassifiziert, wurde aber als Schlachtschiff 2. Ranges in Dienst gestellt. Am 25. Januar 1898 lief die Maine in den Hafen von Havanna ein. Der Besuch war zwar als „freundlich“ deklariert, sollte aber trotzdem dazu dienen, durch bloße Anwesenheit Druck auf die Spanier auszuüben.
Am 15. Februar 1898 kam es im Vorschiff zu einer Explosion. Die Maine sank im Hafenbecken Havannas. 266 Besatzungsmitglieder fanden den Tod oder wurden vermisst. Erste Untersuchungsergebnisse gingen davon aus, dass die Explosion durch einen spanischen Torpedo oder eine Mine verursacht wurde. So lieferte der „Maine-Zwischenfall“, der von der amerikanischen Presse entsprechend ausgeschlachtet wurde, den Anlass für den Eintritt der USA in den Krieg mit Spanien. „Remember the Maine“ wurde zum Schlachtruf des Spanisch-Amerikanischen Krieges. Erst neue Untersuchungen und Materialtests in den Jahren 1974 und 2000 führten zu dem Ergebnis, dass die Maine durch eine innere Explosion, verursacht durch einen Kohlenbunkerbrand und die daraus resultierende Explosion der angrenzenden Munitionskammern, versenkt wurde.
Kapitän Sigsbee wurde für den Zwischenfall verantwortlich gemacht. Man warf ihm vor, dass er nicht in der Lage gewesen sei die nötigen Vorsichtsmaßnahmen zur Sicherung seines Schiffes zu treffen. Außerdem wurden ihm im Laufe der Untersuchung noch weitere Verfehlungen aus früheren Kommandos zur Last gelegt. Seine Karriere war damit vorerst beendet. Er erhielt das Kommando über den Hilfskreuzer USS St. Paul, eigentlich ein Passagierschiff, das nur für den Kriegseinsatz bewaffnet worden war. Mit diesem Schiff nahm er an der Blockade Kubas teil. Sigsbee erhielt nie wieder das Kommando über ein Kriegsschiff.
Nach dem Spanisch-Amerikanischen Krieg wurde Sigsbee zum Rear Admiral (1903) ernannt und kommandierte verschiedene Flottenverbände, bevor er 1907 in den Ruhestand ging. Sigsbee starb 1923 und ist auf dem Nationalfriedhof Arlington beigesetzt. Auch sein Enkel Charles Dwight Sigsbee III, First Lieutenant der United States Army (1918–1956) und dessen Frau Georgie (1922–1986) sind dort beigesetzt.
Ihm zu Ehren wurde 1942 ein Zerstörer der Fletcher-Klasse auf den Namen USS Sigsbee getauft.

## Schriften
Bücher
- Deep-sea sounding and dredging. A description and discussion of the methods and appliances. United States Government Printing Office, Washington DC 1880.
- The „Maine“. An Account of Her Destruction in Havana Harbor. Century Press, New York NY 1899.

Aufsätze
- My Story of the „Maine“. In: Cosmopolitan. Bd. 53, 1912, S. 148–159, 372–383.
- Personal Narrative of the „Maine“. In: Century Illustrated Monthly. Bd. 57, Nr. 1, November 1898, ZDB-ID 339712-9, S. 74–97, Bd. 57, Nr. 2, December 1898, S. 241–264, Bd. 57, Nr. 3, January 1899, S. 373–394.

| Personendaten    | Personendaten                    |
| ---------------- | -------------------------------- |
| NAME             | Sigsbee, Charles Dwight          |
| KURZBESCHREIBUNG | US-amerikanischer Marineoffizier |
| GEBURTSDATUM     | 16. Januar 1845                  |
| GEBURTSORT       | Albany, New York                 |
| STERBEDATUM      | 13. Juli 1923                    |
| STERBEORT        | New York City                    |